# Frederik Ruysch
Frederik Ruysch ( 28 de marzo de 1638 - 22 de febrero de 1731) fue un botánico y anatomista neerlandés, recordado por sus avances en la preservación anatómica y la creación de dioramas o escenas que incorporaban de partes del cuerpo humano.

## Vida y obra
Frederik Ruysch nació en La Haya como el hijo de un funcionario menor del gobierno. Comenzó sus estudios como alumno de farmacia. Fascinado por la anatomía comenzó a estudiar en la universidad de Leiden, en virtud de Franciscus Sylvius. Sus compañeros de clase eran Jan Swammerdam, Regnier de Graaf y Niels Stensen.
Durante esos tiempos, las formas de disecar cadáveres eran más bien escasas y caras, y Ruysch se involucró a encontrar una manera de preservar los órganos. En 1661 se casó con la hija de un arquitecto neerlandés, llamado Pieter Post. Se graduó en 1664 con un trabajo sobre Pleuritis.
En 1667 se convirtió en praelector del gremio de cirujanos de Ámsterdam. En 1668 fue nombrado instructor en jefe de las matronas de la ciudad, ya no se les permitía ejercer su profesión hasta que fueron examinadas por Ruysch. En 1679 fue nombrado como asesor forense de los tribunales de Ámsterdam y en 1685 como profesor de botánica en el Hortus Botanicus de Ámsterdam, donde trabajó con Jan y Gaspar Commelin.
Ruysch comenzó investigaciones de muchas zonas de la anatomía y fisiología humana, con la intención de preservar los órganos, y reunió una de las colecciones anatómicas más famosas de Europa.
Ruysch fue el primero en describir las válvulas en el sistema linfático, el órgano de Jacobson en serpientes, y la arteria central del ojo.

## Obra

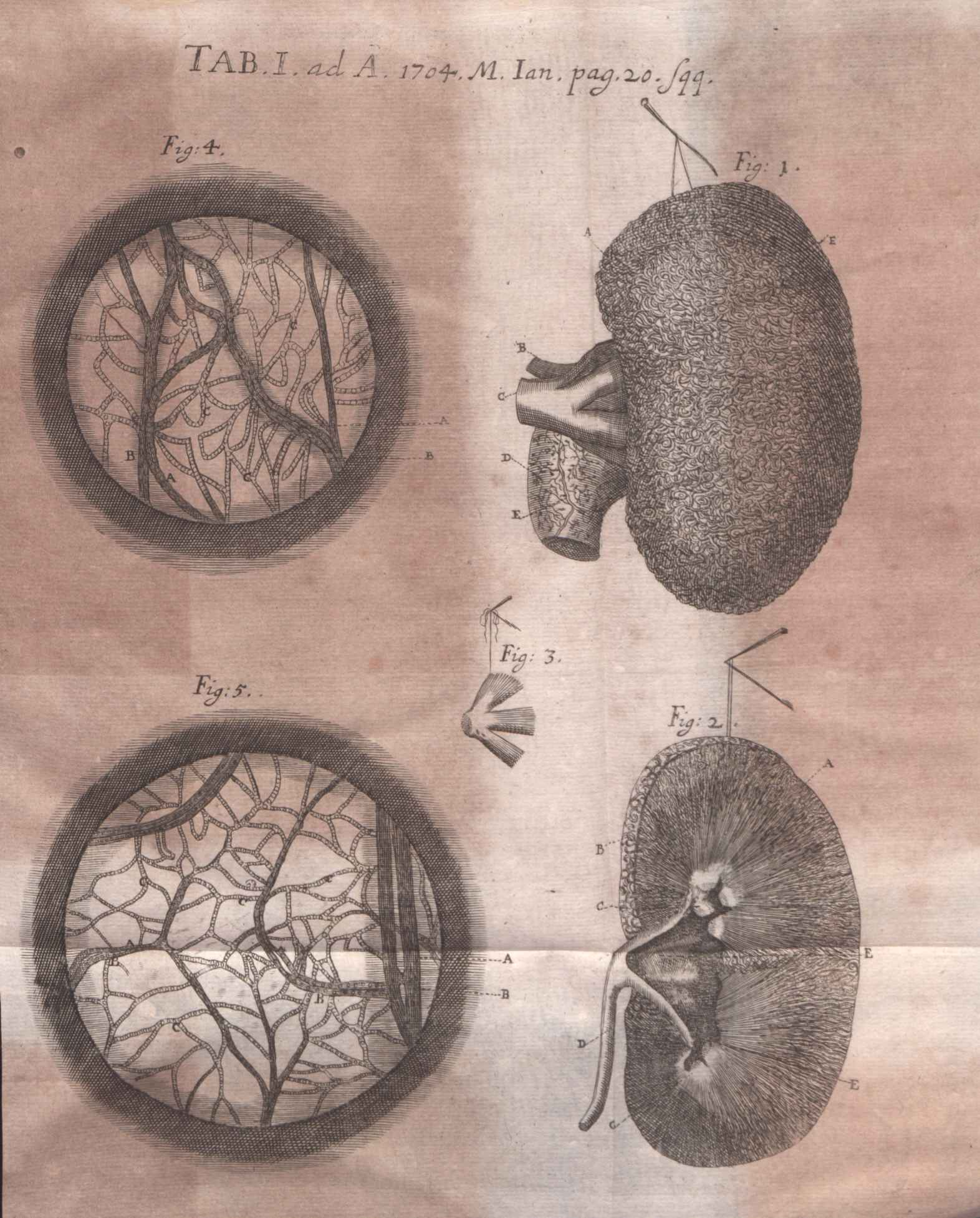
Ilustración desde la reseña de Thesaurus anatomicus publicada en Acta eruditorum, 1704

- Ilustración desde la reseña de Thesaurus anatomicus publicada en Acta eruditorum, 1704Disputatio medica inauguralis de pleuritide. Dissertation, Leiden, 1664
- Dilucidatio valvularum in vasis lymphaticis et lacteis. Hagae-Comitiae, ex officina H. Gael, 1665; Leiden, 1667; Ámsterdam, 1720. 2ª ed. 1742
- Museum anatomicum Ruyschianum, sive catalogus rariorum quae in Authoris aedibus asservantur. Ámsterdam, 1691. 2. Aufl. 1721; 3ª ed. 1737
- Catalogus Musaei Ruyschiani. Praeparatorum Anatomicorum, variorum Animalium, Plantarum, aliarumque Rerum Naturalium. Ámsterdam: Janssonio-Waesbergios, 1731
- Observationum anatomico-chirurgicarum centuria. Ámsterdam 1691; 2ª ed. 1721; 3ª ed. 1737
- Epistolae anatomicae problematicae. 14 vols. Ámsterdam, 1696-1701
- Het eerste Anatomisch Cabinet. Ámsterdam, Johan Wolters, 1701
- Thesaurus anatomicus. 10 Delen. Ámsterdam, Johan Wolters, 1701–1716
- Adversarium anatomico-medico-chirurgicorum decas prima. Ámsterdam 1717
- Curae posteriores seu thesaurus anatomicus omnium precedentium maximus. Ámsterdam, 1724
- Thesaurus animalium primus. Ámsterdam, 1728. 18: Ámsterdam, 1710, 1725
- Curae renovatae seu thesaurus anatomicus post curas posteriores novus. Ámsterdam, 1728.
- Samen met Herman Boerhaave: Opusculum anatomicum de fabrica glandularum in corpore humano. Leiden, 1722; Ámsterdam, 1733
- Tractatio anatomica de musculo in fundo uteri. Ámsterdam, 1723
- Opera omnia. 4 vols. Ámsterdam, 1721
- Opera omnia anatomico-medico-chirurgica huc usque edita. 5 tomos. Ámsterdam, 1737
- Herbarivm Rvyschianvm, in Mvsei Imperialis Petropolitani, vol. 1, pars secvnda. Petropolitanae, 1745

## Honores

### Epónimos
Géneros
- (Lamiaceae) Ruyschia Fabr.[1]
- (Marcgraviaceae) Ruyschia Jacq.[2]

Especies
- (Lamiaceae) Dracocephalum ruyschiana L.[3]
- (Lamiaceae) Ruyschiana ruyschiana (L.) House[4]

- La abreviatura «Ruysch» se emplea para indicar a Frederik Ruysch como autoridad en la descripción y clasificación científica de los vegetales.[5]